# Lijst van burgemeesters van Barendrecht
Dit is een lijst van burgemeesters van de Nederlandse gemeente Barendrecht in de provincie Zuid-Holland. De huidige gemeente ontstond in op 1 januari 1837 bij de fusie van de gemeenten Oost-Barendrecht en West-Barendrecht tot de gemeente 'Oost- en West-Barendrecht' en werd op 1 januari 1905 hernoemd in de gemeente Barendrecht.
| Ambtsperiode | Naam burgemeester                                  | Partij of stroming | Bijzonderheden                                                                                               |
| ------------ | -------------------------------------------------- | ------------------ | --- |
| 1837 - 1850  | Pleun de Raadt                                     |                    | vanaf 1817 al schout/burgemeester van West-Barendrecht en Carnisse en vanaf 1827 tevens van Oost-Barendrecht |
| 1850 - 1854  | Hendrik Marinus Barendregt van Charlois            |                    | tevens burgemeester van Heerjansdam, later burgemeester van Charlois en van Katendrecht                      |
| 1855 - 1888  | Hendrik Swank                                      |                    | |
| 1888 - 1895  | Eliza van der Gijp Barendregt                      |                    | |
| 1895 - 1905  | Arend Korteweg                                     |                    | |
| 1905 - 1911  | Dirk Rudolph Wijckerheld Bisdom                    |                    | vh. burgemeester van Kortgene, later burgemeester van de gemeenten Stad en Ambt Almelo                       |
| 1911 - 1940  | Jacobus Bax                                        | ARP                | vh. landbouwer en burgemeester van Willemstad                                                                |
| 1940 - 1943  | jhr. Vincent Pieter Adriaan Beelaerts van Blokland | CHU                | tot 1941 waarnemend burgemeester, vh. burgemeester van Heerjansdam                                           |
| 1943 - 1945  | Richard Brunsveld                                  | NSB                | |
| 1945 - 1954  | Jhr. Vincent Pieter Adriaan Beelaerts van Blokland | CHU                | |
| 1954 - 1967  | H.H. Douma                                         | ARP                | vh. burgemeester van Andijk, later van Zwijndrecht                                                           |
| 1968 - 1981  | Gerrit (G.) van Hofwegen                           | ARP / CDA          | vh. burgemeester van De Lier                                                                                 |
| 1982 - 1989  | Jacob (J.) van den Brink                           | CDA                | vh. burgemeester van Maasland                                                                                |
| 1989 - 2005  | Thieu (M.Th.) van de Wouw                          | CDA                | vh. burgemeester van Voorhout, later waarnemend burgemeester van Ouderkerk                                   |
| 2005 - 2021  | Jan (J.) van Belzen                                | SGP                | vh. burgemeester van Graafstroom                                                                             |
| 2021 - 2023  | Govert (G.) Veldhuijzen                            | CDA                | waarnemend burgemeester, vh. waarnemend burgemeester van Gorinchem, Nissewaard en Hoeksche Waard             |
| 2023 - heden | Ronald (R.E.) Schneider                            | partijloos         | vh. wethouder van Rotterdam en Albrandswaard                                                                 |